# 西南庄遗址
西南庄遗址，位于山东省滨州市滨城区苑城乡西南庄，是中华人民共和国山东省文物保护单位之一。
1992年6月12日，授予山东省文物保护单位，是一座古遗址。